# Senda del Río Raíces
La Senda del Río Raíces es una ruta peatonal que discurre paralela al río homónimo entre las localidades de Piedras Blancas y San Juan de Nieva, ambas situadas en el Principado de Asturias. Cuenta con un recorrido fácil de aproximadamente 5,5 km de duración que transcurren en su mayoría por un bosque de ribera, en el que destacan varias zonas de especial interés dada la riqueza de la flora y fauna autóctonas.

## Bosque de Ribera
Este tipo de bosques se ciñen al curso de los ríos, formando un pasillo o corredor, teniendo además una serie de características que los hacen distintos a cualquier otro. Presentan una menor influencia de las condiciones climáticas, ya que en ellos la gran abundancia de agua crea un microclima que consigue que el ambiente en su interior sea siempre fresco, sombrío y húmedo.
La vegetación se dispone en bandas en función de la proximidad con el cauce del río, constando mayoritariamente de especies autóctonas. Destaca principalmente la zona de aliseda pantanosa, con ejemplares de aliso (Alnus glutinosa), sauce blanco (Salix alba), laurel (Laurus nobilis), chopo negro (Populus nigra) y madroños (Arbutus unedo). Además, este hábitat sirve de refugio a algunos tipos de animales, pudiéndose avistar entre otros muchas aves acuáticas como ánades reales (Anas platyrhynchos), gallinetas (Gallinula chloropus) y garzas (Ardeidae). Hay constancia debido a diferentes avistamientos de la presencia de nutrias (Lutra lutra), cosa que es sinónimo de la buena calidad del agua y es frecuente también observar ardillas (Sciurus vulgaris) entre otras comunidades de animales.

## Descripción

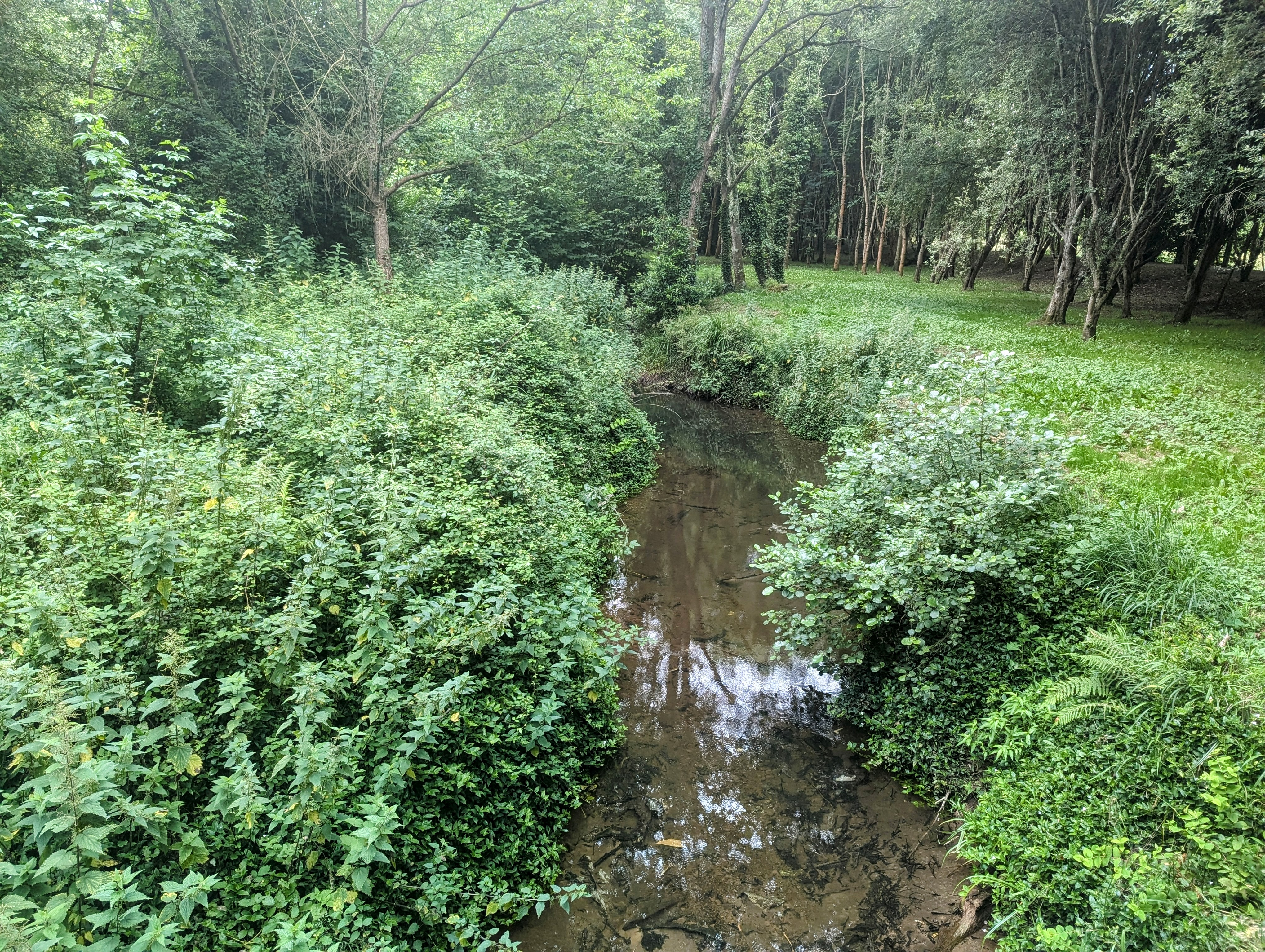
El río Raíces, cerca de la Charca de la Vegona

En su parte inicial describe un entorno natural de difícil acceso solamente visible desde los diversos miradores instalados para tal fin. Durante su paso por la localidad de Salinas el trayecto se realiza entre las edificaciones, ya que el río va encauzado de forma artificial describiendo un paseo en el que se conservan algunos retazos de vegetación característica de ribera. Pasado este tramo se continúa dirección Piedras Blancas remontando el cauce fluvial a lo largo de la Aliseda de la Vegona, la cual es una de las mayores de la región encontrándose en muy buen estado de conservación.
En este punto se encuentra la Charca de la Vegona, lugar en el que se dan las condiciones propicias para que críen y vivan sus períodos de emigración o dormidero distintas aves acuáticas las cuales conviven con la fauna característica de los humedales. Aquí la senda se bifurca para facilitar el camino en dirección a Raíces, donde se pueden visitar los restos arqueológicos del Monasterio de la Merced y apreciar la riqueza etnográfica compuesta de numerosos hórreos, paneras y casas con corredor típicamente asturianas. Siguiendo la ruta se localiza un promontorio conocido como el Peñón de Raíces, donde se encuentran los restos del Castillo de Gauzón; una legendaria fortaleza construida durante el reinado de Alfonso III sobre los cimientos de un emplazamiento romano o prerromano a fin de proteger el litoral de su reino de las incursiones de los piratas normandos. En el taller de orfebrería del castillo, en cuyo interior fue consagrada una iglesia dedicada a San Salvador, se ornamentó la conocida Cruz de la Victoria, símbolo de Asturias.
Cabe destacar que durante una parte importante del recorrido la senda pasa por la parte baja del Pinar de Salinas, donde hay un área recreativa habilitada con parrillas, fuentes y todo lo necesario para poder reponer fuerzas a la sombra bajo los árboles.